# Puławski-Flügel

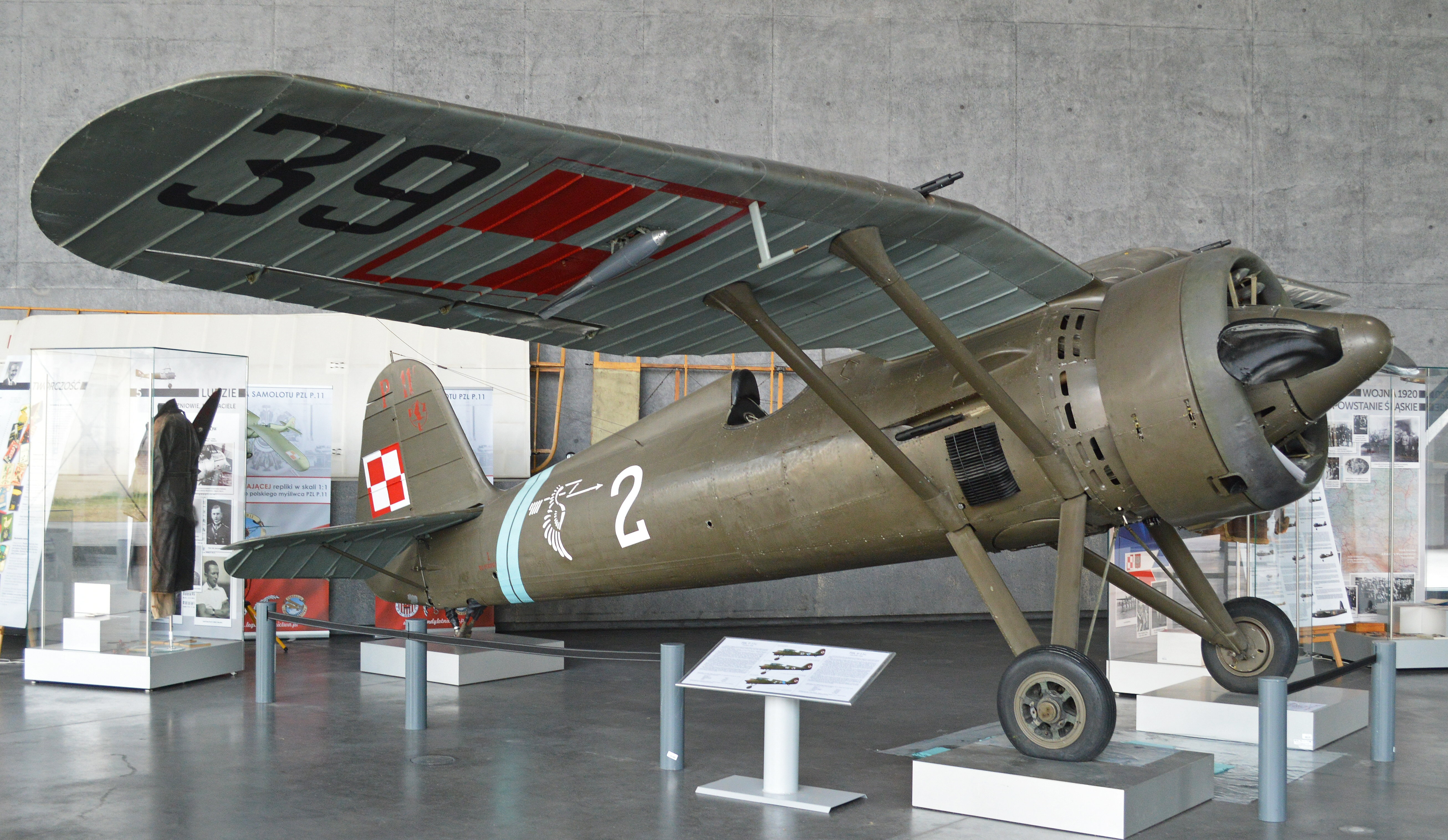
PZL P.11c

Unter Puławski-Flügel (auch Polnischer Flügel) versteht man eine spezielle Tragflächenform bei Flugzeugen. Es handelt sich um eine Abwandlung des Schulterdeckers, bei der die Tragflächen prinzipiell über der oberen Rumpfkante angeordnet, jedoch durch nach unten hin abgeknickte Flächenwurzeln mit dem Rumpf verbunden sind. Von vorn betrachtet bilden die Innenflügel ein "V", und die Tragfläche ähnelt einem Möwenflügel. Vorteil dieser Tragflächenanordnung war eine verbesserte Sicht für den Piloten. Zudem stellten sich Flugzeuge mit Puławski-Flügel als besonders wendig heraus.
Der Puławski-Flügel ist nach seinem Erfinder benannt, dem polnischen Ingenieur Zygmunt Puławski, der die Konstruktion 1928 erstmals in seinem Jagdflugzeug-Entwurf PZL P.1 realisierte. Das revolutionäre Design der PZL P.1 inspirierte später zu weiteren Konstruktionen:
- Polen: PZL P.7, PZL P.11, PZL P.24
- Frankreich: Loire 46, ANF Mureaux 170, ANF Mureaux 180
- Tschechoslowakei: Aero A.102
- Sowjetunion: Polikarpow I-15 (frühe Versionen)
- Vereinigtes Königreich: Westland Lysander
- Jugoslawien: Ikarus IK-2

Der Puławski-Flügel ist eine Sonderform des Knickflügels, der in zahlreichen Flugzeugtypen verwendet wurde.